# Frank Giering
Frank Giering (Magdeburgo, 23 novembre 1971 – Berlino, 23 giugno 2010) è stato un attore tedesco, famoso per avere interpretato uno dei personaggi protagonisti nel film Funny Games.

## Biografia
Nato e cresciuto a Magdeburgo, Frank fece la sua prima esperienza teatrale come comparsa nell'ex Maxim Gorki Theater Magdeburg.  Dopo la scuola e il servizio civile iniziò i suoi studi presso l'Westfalia Acting School Bochum. Un anno dopo si trasferì a Potsdam-Babelsberg per continuare gli studi all'Università di Cinema e Televisione "Konrad Wolf" . Oltre al premio per il miglior attore nel film Gigantics al Festival del Cinema di Sochi 2000 Giering è stato nominato due volte come miglior attore non protagonista nel 2001 per il suo ruolo di nazista Edwin nel film Gran Paradiso.
Giering muore il 23 giugno 2010 nel suo appartamento a Berlino. Secondo la sua agenzia, la causa della morte è stata causata da una colica biliare acuta. Il 9 luglio 2010, viene sepolto nel cimitero di Città Nuova a Magdeburgo.

## Filmografia parziale
- Das Schloss (Das Schloß), regia di Michael Haneke – film TV (1997)
- Funny Games, regia di Michael Haneke (1997)